# سلفادور عرنيطة
سلفادور عرنيطة (1914 - 1985 م) موسيقي فلسطيني. 

## سيرته
ولد سلفادور عرنيطة في مدينة القدس عام 1914، عندما بلغ الحادية عشرة من عمره تم تعيينه عازفًا مساعدًا على آلة الأورغ في كنيسة القيامة في القدس، وفي سن السادسة عشرة من عمره التحق بكاتدرائية القديسة كاترين في الإسكندرية عازفًا على آلة الأورغ، ومدرباً لجوقة الكنيسة. وبعد تقاعده، انتقل للعيش في مدينة عمان، وفيها توفي عام 1985، بسبب مرض السرطان.

## تعليمه
عام 1934، التحق سلفادور عرنيطة بأكاديمية "سنتا تشيشيليا" الموسيقية في روما وتخرّج منها عام 1935، حيث درس فيها البيانو والتأليف الموسيقي تحت إشراف المؤلف الموسيقى ألفريدو كاسيلا؛ كما درس الأورغ بإشراف فرناندو جرماني.
عام 1937، توجه إلى لندن لدراسة قيادة الأوركسترا والكورال؛ ونال عرنيطة إجازة مدرسة جيلدهول الموسيقية اللندنية.

## عمله
اقتبس سلفادور عرنيطة أوّل دروسه الموسيقيّة، في مدرسة «الآباء الفرنسيسيّون» في القدس. سنة 1930، عُيٍّن عازفًا للأرغون ومعلّمًا لجوقة «كاتدرائيّة القدّيسة كاترين» الموسيقيّة في الإسكندريّة. وهو أيضًا خرّيج «جامعة القدّيسة سيسيل» في روما، منذ سنة 1934. أثناء دراسته في روما، قدّم عدّة حفلات منها أنّه عزف في جوقة موسيقيّة تحت قيادة برناردينو موليناري.
بعد عودته من إيطاليا إلى فلسطين، عمل سلفادور عرنيطة أستاذا للبيانو في جامعة بيرزيت. عام 1937، عُيّن مديرًا للقسم الموسيقي في جمعية الشبان المسيحية (YMCA) في القدس، وكان عمره عندئذ 23 عاماً. عام 1949 التحق بهيئة التدريس في الجامعة الأمريكية في بيروت بعد أن ترك القدس مع عائلته إثر نكبة 1948. تدرج في التدريس من مدرس إلى أستاذ مساعد، فأستاذ مشارك، فأستاذ كرسي؛ وتولى إلى جانب التدريس رئاسة القسم الموسيقي عدة مرات. أمضى سنة دراسية في جامعة هارفرد قاد خلالها أوركسترا بيتسبورغ السمفونية وأوركسترا تانغلوود؛ كما قدم حفلات على آلة الأورغ في قاعة هارفارد ميموريال وقاعة كريسكي. قاد فرقًا موسيقية متعددة، منها "أوركسترا غيلدهول" السيمفونية عامي 1936 و1938؛ و"أوركسترا راديو القدس" من سنة 1941 إلى سنة 1947"؛ وأوركسترا القاهرة السيمفونية عام 1966م؛ كما قاد أوركسترا برلين السيمفونية، وأوركسترا هالي السيمفونية، وأوركسترا راديو تورينو.
```
كان سلفادور عرنيطة عضوًا في لجنة التأليف الموسيقي الدولية منذ سنة 1955م؛ وعضوا في رابطة عازفي الأرغن الأمريكية، وعضو في مجلس الفنون الشعبية الدولية منذ سنة 1960؛ انضم في سنة 1969 إلى الجمعية الأمريكية للأساتذة الجامعيين.
[
5
]
```

## حياته الشخصية
تزوج الموسيقية يسرى جوهرية إبنة الموسيقي واصف جوهرية.

## جوائزه
نال في ختام دراسته في روما جائزة الارتجال الأولى. في سنة 1965م، حصد عرنيطة الجوائز الثلاث الأولى في مسابقة التأليف الموسيقي الثانية التي نظمتها جمعية الشبيبة الموسيقية في بيروت؛ وكانت لجنة التحكيم مشكلة من أعضاء من بلجيكا وفرنسا وإسبانيا وبولندا وتركيا.
في 2014/3/3 منحه الرئيس محمود عباس «وسام الثقافة» - مستوى الإبداع، تسلّمته ابنته «شادية عرنيطة» بمقر الرئاسة في رام الله.

## وفاته
توفي  سلفادور عرنيطة في عمَّان عام 1985.